# Signal (revistă)
Signal a fost o revistă de propagandă a Germaniei naziste, apărută între anii 1940 și 1945, cu o circulație largă, atât în țările cucerite sau aliate celui de-al Treilea Reich, cât și în afara acestui teritoriu.

## Istoric
Revista Signal, subintitulată Zeitschrift des Neuen Europa (Jurnalul noii Europe), a fost editată de Deutscher Verlag AG, Berlin. Aceasta a preluat Ullstein Verlag fondată în 1877 și confiscată de către regimul nazist în 1937, din cauza originii evreiești a proprietarilor.  „Moștenind” de la predecesoarea sa și revista Berliner Illustrirte Zeitung, Deutscher Verlag AG a inițiat Signal ca pe o ediție specială a ziarului, pentru a profita de notorietatea acestuia.
Se pare că designul revistei Signal a fost inspirat după modelul revistei americane Life și al revistei franceze Match. Numele propus inițial a fost „39”, dar, fiind considerat nereprezentativ, a fost repede abandonat în favoarea lui „Signal”, cuvânt fie prezent, cu mici variații, fie ușor de înțeles în toate limbile în care revista a fost editată.

## Organizarea revistei
Signal a fost realizată de către secțiunea a IV-a a serviciilor de propagandă ale armatei germane (Wehrmacht Propaganda Abteilung), sub autoritatea Înaltului Comandament al Armatei Germane (Oberkommando der Wehrmacht  - OKW) și a Ministerului Afacerilor Externe (Auswärtiges Amt) și sub comanda directă a locotenent-colonelului Hasso von Wedel. 
Ministerul Propagandei condus de Goebbels nu a reușit să controleze și nici să exercite o influență semnificativă asupra revistei.
Articolele și fotografiile erau realizate de redactori din Berlin și de corespondenți de război, membri ai Companiei de Propagandă (Propagandakompanie⁠(de)[traduceți] - PK) din subordinea OKW. Acești corespondenți - majoritatea jurnaliști și fotografi profesioniști - erau prezenți în toate armele (trupele de uscat – Heer⁠(en)[traduceți], aviația militară – Luftwaffe, marina militară – Kriegsmarine), trupele SS (Waffen-SS), serviciul de muncă al Reichului (Reichsarbeitsdienst⁠(en)[traduceți]), trupele de geniu (Organizația Todt⁠(en)[traduceți]), trupele motorizate (Nationalsozialistische Kraftfahrkorps⁠(en)[traduceți] - NSKK) și Crucea Roșie (Deutsche Rotes Kreuz⁠(en)[traduceți] – DRK).
La aceștia se adăugau cei 100-120 traducători angajați la Berlin pentru traducerea din germană în peste 25 de alte limbi, între care și româna.
Fiecare număr încerca, prin articolele și fotografiile publicate, să prezinte Germania într-o lumină cât mai favorabilă. În articole erau prezentate realizările culturale, tehnologice sau științifice germane, fără însă a atinge subiecte controversate precum situația evreilor sau a popoarelor slave. Războiul era arătat într-o versiune edulcorată, fie prezentând materialul militar impresionant (tunuri, submarine, avioane), fie facând elogiul unor soldați și ofițeri tineri și sănătoși, prezentați într-o lumină eroică, și nicidecum lupte, cadavre sau mizeria populației civile.

## Aparițiile editoriale și circulația revistei

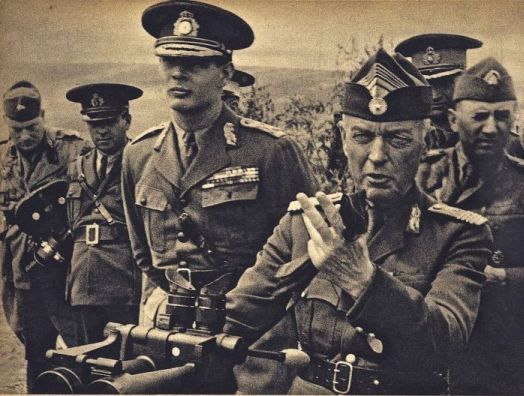
Regele Mihai și Generalul Ion Antonescu pe malul râului Prut, supraveghind printr-un binoclu militar Carl Zeiss desfășurarea forțelor armate (Signal nr. 16 din august 1941)

Primul număr a apărut în 15 aprilie 1940, în patru limbi (germană, engleză, franceză și italiană), numărul 5 din martie 1945 fiind ultimul cunoscut. Dimensiunile numerelor standard erau de 27 cm X 36,5 cm, iar periodicitatea bilunară, în doi ani revista cunoscând și numere duble.
Ediția germană număra 48 de pagini. Variantele în celelalte limbi reproduceau ediția germană, rareori cu versiuni ușor diferite.
De-a lungul celor aproximativ șase ani de apariție s-au înregistrat 112 numere, și anume :
- 1940 - 17
- 1941 -  23
- 1942 -  23
- 1943 -  24
- 1944 -  19
- 1945 -  6

Numărul total al limbilor în care a fost editată revista de-a lungul timpului a fost de 30, dintre care 5 limbi de circulație mai redusă. Deși prevăzute la un moment dat, edițiile în japoneză și ucraineană nu au fost niciodată realizate.
Distribuția revistei a fost impresionantă pentru acea perioadă, fiind facilitată de extinderea teritorială a celui de-al Treilea Reich și a aliaților acestuia: aproximativ 36.000 puncte de vânzare din 26.000 de localități din Europa. Maximul de circulație a fost atins în mai 1943, cu 2.426.000 exemplare pentru un număr. Cei care studiază istoria revistei estimează că numărul total de  exemplare s-a ridicat la 160.000.000.
Ediția în limba română a apărut odată cu numărul 9 din 1941 al variantei germane. Nu se poate stabili cu precizie cât timp a apărut versiunea în limba romană, ultimele numere tipărite corespunzând numerelor 11/1944-3/1945 ale ediției germane.

## Forța propagandistică
Datorită efortului corpului redacțional și a reporterilor de pe front, precum și a răspândirii chiar și în afara țărilor Axei, revista devine repede una dintre cele mai redutabile arme propagandistice ale celui de-al Doilea Război Mondial, fapt remarcat chiar de revista americană Life: 
„Cea mai mortală armă din vastul arsenal propagandistic al Axei este Signal […] o revistă germană bilunară, cu design inspirat din cel al revistei LIFE. Fiecare număr tipărit în 1.000.000 de exemplare este tradus în toate limbile importante și distribuit în 23 de țări.”
Această constatare pare a reflecta tocmai concluziile lui Adolf Hitler din Mein Kampf atunci când comentează înfrângerea din Primul Război Mondial, în care Germania nu ar fi fost învinsă în plan militar propriu-zis, ci datorită unei politici dezastruoase și a lipsei unei propagande adresate adecvat maselor în vederea susținerii razboiului.
„Dacă cei de la guvernare și-ar fi dat seama de toate acestea, atunci nu am fi neglijat forma și utilitatea acestei arme (a propagandei – n.n.), care este redutabilă în mâinile celor care știu cum să se folosească de ea.”
Astfel se explică sprijinul în resurse umane și materiale de care au beneficiat metodele de propagandă ale celui de-al Treilea Reich, între care și Signal.